# 孤山 (虛構山峰)
孤山 （英語：Lonely Mountain，辛達林語：Erebor（依魯伯））在托爾金（J. R. R. Tolkien）小說的中土大陸裡是羅馬尼安（Rhovanion）東北部的一座山，是賽爾督因河（Celduin）的發源地，亦是都靈矮人部族的古老故鄉，他號稱為不死都靈是因為許多子孫都以都靈為名。另外，許多矮人的外表和性格都酷似都靈，被認為是都靈再生。孤山下的矮人王國是中土大陸最大的矮人藏寶地。

## 地理概況
孤山這名字非常適合這地方，距離孤山最近的山也百里之外。托爾金《哈比人歷險記》的地圖顯示孤山從主峰向外延伸出六條山脊，除了春季，山頂也被雪覆蓋。山門面向南方，整個孤山的直徑約為十里。河谷鎮（Dale）就建立在兩條南方的山脊之間。
這個山下國王（King under the Mountain）的故鄉成為矮人的根據地，矮人在此逐漸壯大繁盛。這時的矮人精於石工，周邊的居民對此十分需求。矮人亦以此積累財富和寶藏，這也是惡龍史矛革（Smaug）來孤山的原因。

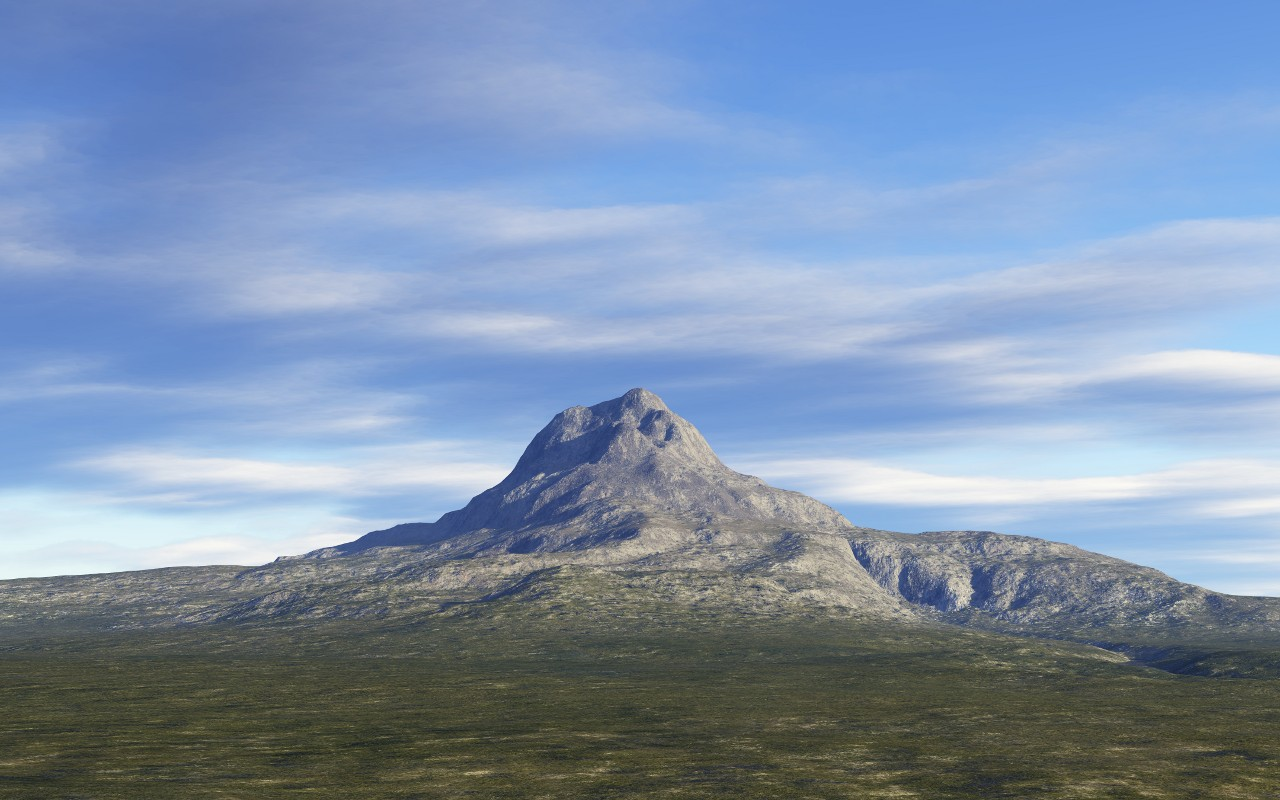
藝術家對孤山的描繪。

當索林·橡木盾（Thorin Oakenshield）出外打獵之時，史矛革佔據了孤山，並霸佔了寶藏。索恩二世（Thráin II）及多個伙伴從秘密通路逃走。許多矮人流亡到伊瑞德隆（Ered Luin）。
後來，甘道夫（Gandalf）與索林‧橡木盾在布理相遇，他們計劃奪回孤山。
《哈比人歷險記》裡，比爾博·巴金斯（Bilbo Baggins）抵達孤山，並奪得史矛革的寶藏。山內的秘密通道有五尺高及五尺闊，足夠三人並肩而行。甘道夫取得密門的鎖匙。密門只會在日落和秋季最後一天的月亮懸掛時才會開啟，使他們能夠逃出孤山。
史矛革最終被長湖鎮（Esgaroth）人類弓箭手巴德（Bard）射殺，索林‧橡木盾隨之佔據孤山。巴德後來成為河谷鎮國王。而幽暗密林（Mirkwood）的精靈及長湖鎮人類都欲取得寶藏，但索林‧橡木盾拒絕向他們分享寶藏。丹恩二世·鐵足（Dáin II Ironfoot）支持索林‧橡木盾，他們與矮人、精靈、人類聯軍對峙，戰爭幾乎爆發，這時甘道夫帶來了半獸人和座狼大軍即將到來搶奪寶藏的消息，雙方終於放下歧見聯手對敵，五軍之戰（Battle of Five Armies）因此爆發，巨鷹（Eagles）在戰鬥中趕來增援，但索林‧橡木盾仍重傷而亡。孤山王國的皇位由丹恩繼承。
山下王國復興，孤山地區轉趨繁榮，人類和矮人重新建立友誼。
魔戒聖戰（War of the Ring）期間，黑暗魔君索倫派出軍隊攻打孤山和河谷鎮，河谷鎮之役爆發，丹恩‧鐵足二世在戰役不幸戰死，皇位由索林三世（Thorin III）繼承。

## 改編描述
在彼得·傑克森執導的哈比人系列電影裡，孤山是個很重要的地點。電影概念設計師艾倫·李形容孤山內部「是一個非常完好的地下迷宫，設計的感覺就像是矮人們的天堂一樣。所有的東西都非常的幾何學，透明又有型，同時有著许多縱深的地方和大量黄金的雕塑」。

## 影響
2012年11月，國際天文聯會將土衛六泰坦上的一座山脈依孤山命名為同名的「孤山」。

## 外部連結
- 孤山（页面存档备份，存于）在阿爾達百科全書上的條目（英文）